# Baniyas (huyện)
Huyện Baniyas (tiếng Ả Rập: منطقة بانياس, đã Latinh hoá: manṭiqat Bāniyās) là một huyện của Tỉnh Tartus ở tây bắc Syria. Trung tâm hành chính là thành phố Baniyas. Tại cuộc điều tra dân số năm 2004, khu vực này có dân số là 174.233.  Dân số ước tính của Alawites của Baniyas là khoảng 105.000, trong khi dân số Hồi giáo Sunni ước tính khoảng 45.000, ngoài 20.000 Kitô hữu, theo mạng lưới nhân quyền Syria.

## Phó huyện
Huyện Baniyas được chia thành bảy phó huyện hoặc nawāḥī (dân số tính đến năm 2004):
- Baniyas Nahiyah (نحةةااااااااااا:::): dân số 94.832.[3]
- Al-Rawda Nahiyah (ناية الررر): dân số 11.688.[4]
- Al-Annazah Nahiyah (ناية العناة): dân số 18,446.[5]
- Al-Qadmus Nahiyah (ناية الةدموس): dân số 22.370.[6]
- Hammam Wasel Nahiyah (ناية ةمةام واصل): dân số 8,522.[7]
- Al-Tawahin Nahiyah (ناية الةواحين): dân số 10.024.[8]
- Talin Nahiyah (ناية تالين): dân số 8.351.[9]